# 스티븐 마이런
스티븐 마이런(영어: Stephen Miran, 1984년 ~)은 미국의 경제학자이다. 하버드 대학교에서 마틴 펠드스타인 교수 아래서 수학했으며, 도널드 트럼프 2기 행정부의 대통령 경제자문위원회 의장으로 발탁되었다.